# Шубина, Марфа Трофимовна
Ма́рфа Трофи́мовна Шу́бина (в девичестве Косорукова) (17 апреля 1918 — 10 января 2011) — советский строитель, Герой Социалистического Труда (1958).

## Биография
Родилась в 1918 году в Омской области.
Жили на станции Исилькуль. Семья была большая — десять детей. Отец Марфы, Трофим Семёнович, был уже вдовцом, когда женился второй раз на Елизавете Кирилловне.
Окончить школу Марфе Трофимовне не удалось: она только перешла в третий класс, когда умер отец. Пришлось бросить учёбу и сидеть с детьми.
В пятнадцать лет она вступила в комсомол. По заданию молодежной организации ходила по домам односельчан и разносила библиотечные книги.
Ища лучшей жизни уехала в Киргизию, вышла замуж, родилось двое детей. но и там жизнь оказалась не лучше? пришлось жить в юртах, работать в поле. Овдовела. Узнала по радио о «великой стройке коммунизма» — сооружении Куйбышевской ГЭС и решила уехать на стройку. Но её отказались отпускать, сказав, что специалисты и в Киргизии нужны. Пришлось пойти на хитрость, получив у врача справку о том, что её матери, больной малярией, срочно нужна смена климата.
6 апреля 1951 года прибыла в Ставрополь. На следующий день она пошла устраиваться на работу — маляром-штукатуром. Жили в селе Кунеевка, вскоре ставшем посёлком Комсомольский, в бараке. В комнатке в площадью 4 м² вначале не было ничего, даже полов. После работы Марфе Трофимовне приходилось таскать доски, застилать полы, делать топчаны, чтобы хотя бы не спать на голой земле. Дети оставались с бабушкой, а сама Марфа Шубина уходила на работу.
Работала бригадиром штукатуров «Жилстроя-3» управления «Куйбышевгидрострой». Принимала участие в строительстве Комсомольска, затем Центрального района.
Проживала в Тольятти, воспитала пятерых детей. Скончалась 10 января 2011 года.

## Интересные факты
- Принимала участие в закладке первого дома в Автозаводском районе Тольятти, куда был вложен футляр с письмом к потомкам в 2017 год.[3][4]
- В 2007 году принимала участие в Новогоднем приёме губернатора Самарской области.[5]

## Награды
- Герой Социалистического Труда (1958).
- Награждена орденом Ленина (1958).
- Награждена Почётной грамотой Думы городского округа Тольятти (2008).[6]